# Dalba

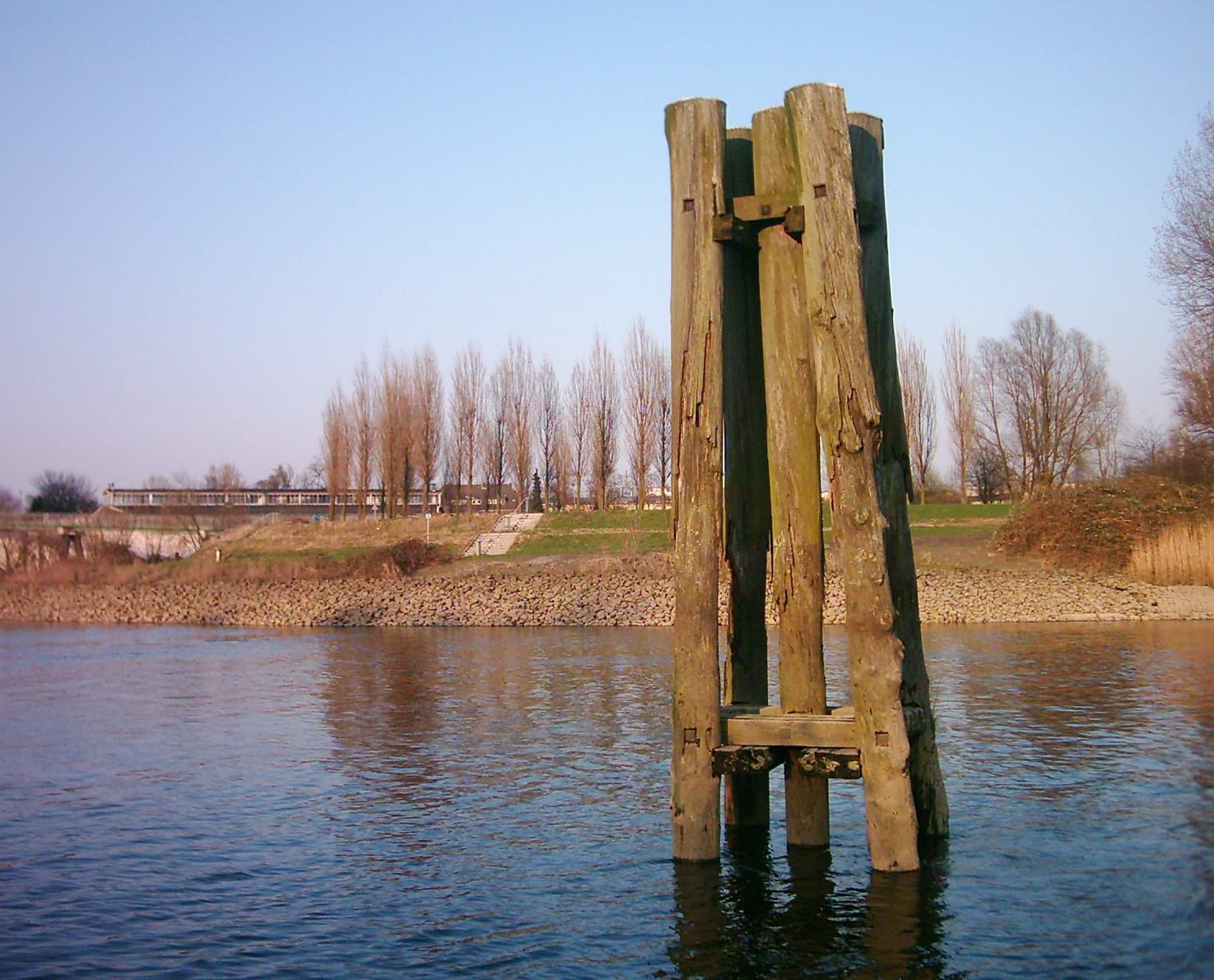
Dalba v Hamburku

Dalba (delfín) je silný kůl (svazek pilířů, trubek, apod.) zaražený do dna vodního toku či jiné vodní plochy a vyčnívající nad hladinu vody, používaný k různým účelům:
- jako vyvazovací rukojeť (úvazové piloty, pachole);
- jako osa pro těsné otáčení plavidel v obratišti např. v přístavních bazénech;
- jako ochrana vjezdu do vodního díla, např. vjezdu do kanálu, přístavu, zdymadla, doku;
- jako ochrana břehů kanálu, vlnolamu atd., zejména pokud jsou mělké;
- jako vytyčení a zároveň ochrana okraje plavební dráhy v mělkých vodách;
- jako druh navigačního značení nebo podstavec pro takové značení;
- jako místo pro určení odchylky magnetického kompasu, tzv. odchylková dalba – menší plavidla kotví u takové dalby a otáčením kolem ní určují opravu kompasu;
- jako hraniční znak (např. dalba „7“ na Nowowarpieńském jezeře).

Podstatné jméno dalba pochází z přídomku španělského šlechtice Fernanda Álvareze de Toledo, 3. vévody z Alby. Ten nechal v přístavech v bývalém Španělském Nizozemí zřídit taková zařízení, aby se v přístavu mohly uvazovat další lodě. Ve španělštině se jim říká přímo „duque de Alba“, tedy „vévoda z Alby“. Odpovídajícím způsobem se jim v Německu říkalo „Duckdalben“. Zkrácený nebo pozměněný název v podobných pravopisných verzích se vyskytuje i v několika evropských jazycích. Podle jiné verze vychází z termínu „Dickdollen“, který byl běžný ve Frísku. V německé námořní terminologii se toto pojmenování oficiálně používá přinejmenším od dob pruského standardizovaného označení plavebních drah.